# 권영효
권영효(權永孝, 1943년 ~ 2015년 3월 25일)는 대한민국의 군인이다. 2001년 4월 2일부터 2003년 3월 3일까지 대한민국 제32대 국방부 차관을 지냈다.
2015년 3월 26일에 숙환으로 별세했다. 

## 학력
- 부산고등학교 졸업
- 연세대학교 대학원
- 육군사관학교 23기 학사

## 경력
- 육군본부 정책처장 체계전산처장 기획처장
- 육군본부 52사단장
- 국방부 전력계획관·조달본부장
- 중장 전역[1]